# Die Taube auf dem Dach
Pour plus de détails, voir Fiche technique et Distribution.
Die Taube auf dem Dach est un film dramatique est-allemand réalisé par Iris Gusner. Tourné en 1972 et programmé pour sortir en 1973, sa sortie est censurée. Le film sortira en noir et blanc en 1990 et en version couleur restaurée en 2010.

## Fiche technique
- Titre original : Die Taube auf dem Dach ou Daniel
- Réalisatrice : Iris Gusner
- Scénario : Regine Kühn (de), Iris Gusner
- Photographie : Roland Gräf
- Montage : Helga Krause
- Musique : Gerhard Rosenfeld (de)
- Sociétés de production : Deutsche Film AG
- Pays de production :  Allemagne de l'Est
- Langue de tournage : allemand
- Format : Noir et blanc - 35 mm
- Durée : 82 minutes (1h22)
- Genre : Drame
- Dates de sortie :
  - Allemagne : 7 octobre 1990

## Distribution
- Heidemarie Wenzel (de) : Linda Hinrichs
- Günter Naumann (de) : Böwe
- Andreas Gripp : Daniel
- Christian Steyer : le trompettiste
- Monika Lennartz (de) : la vendeuse de disque
- Lotte Loebinger (de) : la mère de Linda
- Heinz Scholz (de) : le père de Linda
- Herbert Köfer : le souffleur de verre
- Hilmar Baumann (de) : l'ouvrier du bâtiment
- Wolfgang Greese (de) : l'exploitant forestier
- Katrin Martin : la fille de Böwe